# Saint-Amant-Roche-Savine

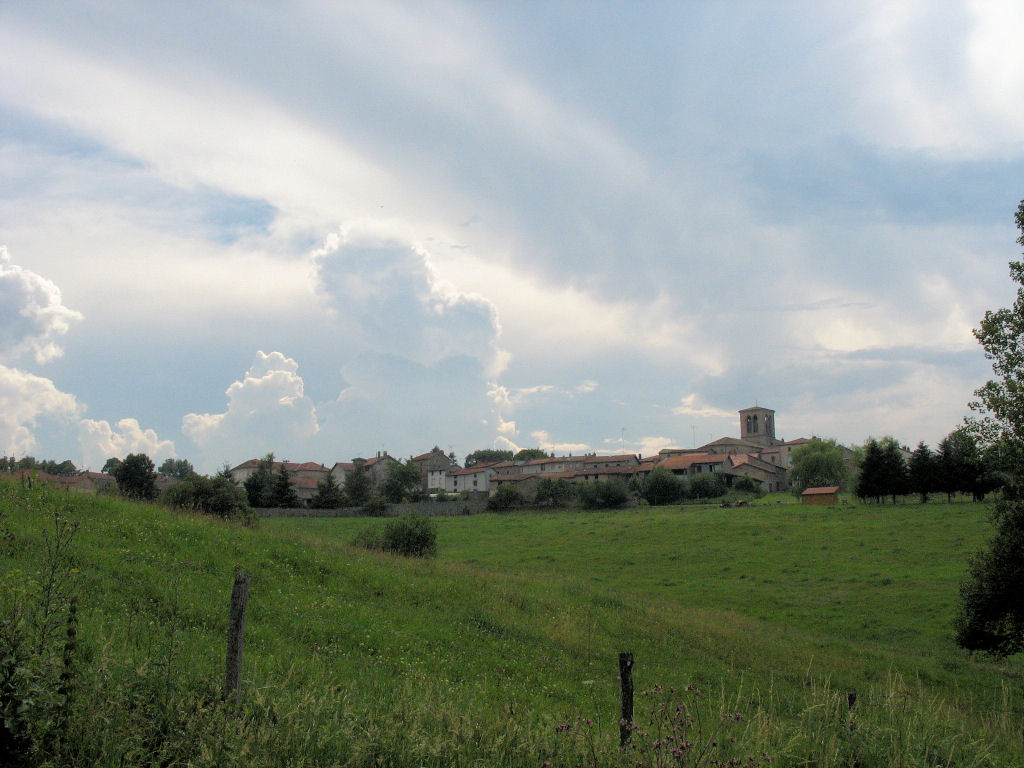
Saint-Amand-Roche-Savine

Saint-Amant-Roche-Savine – miejscowość i gmina we Francji, w regionie Owernia-Rodan-Alpy, w departamencie Puy-de-Dôme.
Według danych na rok 1990 gminę zamieszkiwało 500 osób, a gęstość zaludnienia wynosiła 21 osób/km² (wśród 1310 gmin Owernii Saint-Amant-Roche-Savine plasuje się na 408. miejscu pod względem liczby ludności, natomiast pod względem powierzchni na miejscu 344.).